# Luna e l'altra
Luna e l'altra és una pel·lícula de 1996 dirigida per Maurizio Nichetti.

## Argument
Milà, anys cinquanta. Luna di Capua és una mestra napolitana de primària que es va traslladar al nord per treballar: una dona meticulosa i recta, que dedica la seva vida als fills i al pare ancià amb qui viu, que imagina una filla més expansiva i veurà el somni fet realitat com en els millors contes. Amb l'ajuda d'una làmpada màgica del mag Igor, Luna perd la seva ombra, que pren el seu aspecte sota el nom d'Ombretta. Tot el que la Luna no ha fet, serà experimentat per Ombretta, amb un efecte fascinant de desdoblament.

## Repartiment
- Iaia Forte: Luna di Capua; Ombretta
- Maurizio Nichetti: Angelo Franchini
- Ivano Marescotti: mestre Caimi
- Luigi Maria Burruano: director
- Luciano Manzalini: mag Igor
- Eraldo Turra: carnisser Vito
- Aurelio Fierro: pare de Luna
- Eva Robin's: dona barbuda
- Davide Marotta: propietari del circ
- Maria Rosaria Uva: dona del propietari del circ
- Marco Pironte: Mjscia
- Fabiano Santacroce: Jermal
- Osiris Band: banda de circ
- Luis Molteni: pallasso
- Osvaldo Salvi: pallasso
- Luca Brugnoli: músic de la banda
- Sebastiano Filocamo: músic de la banda
- Pietro Ghislandi: músic de la banda
- Riccardo Magherini: músic de la banda
- Massimo Pongolini: músic de la banda
- Carla Monti: Wanda
- Cristina Scagliotti: noia del bordell
- Anna Stante: noia del bordell
- Guerrino Crivello: farmacèutic
- Augusta Gori: conserge de la casa de Luna

## Producció
Les escenes de l'escola estan ambientades en una escola primària real, per ser precisament l'escola "Rinnovata Pizzigoni" a Milà. El director va implicar com a figurants els alumnes de quart d'aquell any, que anaven vestits i pentinats com era costum als anys cinquanta, i va contribuir a l'escena final, quan es troba la bomba al jardí.

## Reconeixements
- 1997 - Globus d'Or
  - Nominació Millor pel·lícula estrangera (Itàlia)[2]
- 1997 - David di Donatello[1]
  - Nominació Millor actriu protagonista a Iaia Forte
- 1997 - Nastro d'argento
  - Millor director a Maurizio Nichetti
  - Millor actriu protagonista a Iaia Forte
  - Candidatura Millor actor no protagonista a Aurelio Fierro
- 1997 - Globo d'oro
  - Millor actriu a Iaia Forte
  - Candidatura Miglior film a Maurizio Nichetti
- 1997 - Ciak d'oro
  - Millor actriu protagonista a Iaia Forte[3]
- 1997 - Festival Internacional de Cinema Fantàstic de Brussel·les
  - Corb d'Or a la millor pel·lícula
- 1997: Festival Internacional de Cinema Fantàstic de Màlaga.[4]
  - Premi al millor actor